# Bertrand Dubedout
Pour les articles homonymes, voir Dubedout.
Bertrand Dubedout est un compositeur français né le 8 mai 1958 à Bayonne.

## Biographie
Après sa scolarité et ses études initiales de piano à Bayonne, Bertrand Dubedout suit ses études musicales supérieures à l'université de Pau avec Guy Maneveau et Marie-Françoise Lacaze, puis au Conservatoire national supérieur de musique de Paris dans la classe de composition électroacoustique et recherche musicale de Pierre Schaeffer et Guy Reibel où il obtient un prix de composition en 1981, ainsi qu'à l'université Paris-VIII et au Centre d'études polyphoniques de Paris.
Il reçoit en 1997 le prix Claude Arrieu de la Sacem, et est compositeur en résidence à la Villa Kujoyama de Kyôto au Japon en 1999, à Montréal en 2014 (Université McGill, Conservatoire de musique de Montréal et Université de Montréal), au Studio für elektroakustische Musik (SeaM) de la Hochschule für Musik Franz Liszt et de l'Université du Bauhaus à Weimar en 2015.
Ses œuvres, publiées par Gérard Billaudot Éditeur à Paris, sont régulièrement interprétées en France, en Europe, aux États-Unis, au Canada, en Chine, en Corée et au Japon.
En 1988, Bertrand Dubedout fonde à Toulouse et assure la direction musicale de l'ensemble Pythagore avec lequel il programme et interprète les œuvres de plus de 150 compositeurs en France, en Europe et au Japon, et enregistre pour les labels Musique française d'aujourd'hui-Radio France, L'empreinte digitale et éOle Records.
En 1998, il fonde avec  Pierre Jodlowski le festival Novelum à Toulouse qui deviendra l'un des principaux festivals de musique d'aujourd'hui en Europe et connaîtra 17 éditions. C'est également avec Pierre Jodlowski qu'est créée éOle, structure de création et de production musicales accueillie en résidence à Odyssud Blagnac dont ils sont codirecteurs artistiques. Outre les créations, les concerts, les festivals, ainsi qu'un nouveau Forum : ByPass, lancé en 2015 par Bertrand Dubedout, éOle développe également son propre label discographique, éOle Records, qui a obtenu de prestigieuses récompenses dans la presse et les institutions professionnelles.
Bertrand Dubedout est professeur de composition électroacoustique au Conservatoire à rayonnement régional de Toulouse. Il est par ailleurs amené à donner des conférences et master-class dans des institutions françaises et internationales telles que l'Académie Sibelius d'Helsinki, l'université municipale des Arts de Kyoto, l'université Aïchi des beaux-arts de Nagoya, le Centre culturel de Belém à Lisbonne, l'université Cadi Ayyad de Marrakech, la Hochschule für Musik Carl Maria von Weber de Dresde, la Hochschule für Musik Franz Liszt Weimar et l'université du Bauhaus de Weimar, le Conservatoire Jesus Guridi de Vitoria, l'université de Montréal et l'université McGill.

## Œuvres

### Premiers opus
- Aux lampions (1981), œuvre acousmatique, commande de l'INA-GRM
- Inji (1982), pour soprano et clavecin sur un texte d'Henri Michaux
- Nouveaux Agrandissements (1983), œuvre acousmatique, commande du Festival d'Occitanie de Montauban
- Cycles de transparence (1984), pour saxophone alto et bande magnétique
- Accords anciens (1985), œuvre acousmatique, commande de l'INA-GRM
- Les Nombres (1986), pour 7 instrumentistes, commande de l'Ensemble de musique nouvelle de Bordeaux
- Épisodes transparents (1988), pour chœur à 32 voix et bande magnétique, commande de l'État, créé par Guy Maneveau et l'Ensemble musical contemporain
- Territoires (1989), œuvre acousmatique, commande de l'INA-GRM
- Maestrazgo (1989), pour 11 instrumentistes, créé par l'Ensemble Pythagore
- Entre les braises rouges (1990), pour flûte, alto et harpe amplifiés
- Sapha (1991), pour chœur mixte et orchestre, créé par Guy Maneveau, l'Orchestre Perpignan-Languedoc-Roussillon et l'Ensemble musical contemporain

### Grands cycles
À partir de 1992, la production musicale de Bertrand Dubedout se structure en grands cycles thématiques.

#### Fractions du silence
Ce cycle puise sa source dans la lecture de l'œuvre poétique d'André du Bouchet : le compositeur et le poète ont entretenu une correspondance régulière, rythmée par l'écoute et le commentaire des différents livres du cycle. Il est également imprégné de l'intérêt du compositeur pour la musique traditionnelle du Japon (Gagaku, musique du Nô).
- Fractions du silence - Premier Livre (1994), pour quatuor de saxophones, commande du quatuor Diastema
- Fractions du silence - Deuxième Livre (1992), pour flûte en sol, hautbois et violoncelle, commande de Radio France
- Fractions du silence - Troisième Livre (2003), pour saxophone ténor, clarinette, violon et piano, commande de Radio France
- Fractions du silence - Quatrième Livre (2005), musique acousmatique 8 pistes, commande du GMEM (CNCM Marseille)
- Fractions du silence - Cinquième Livre (1995), pour flûte et piano, commande du festival Aujourd'hui Musiques de Perpignan
- Fractions du silence - Sixième Livre (1996), pour un percussionniste, commande de Jean Geoffroy
- Fractions du silence - Septième Livre (en projet), pour ensemble orchestral
- Fractions du silence - Huitième Livre (1998), pour soprano, harpe et deux percussionniste sur des textes du recueil Dans la chaleur vacante d'André du Bouchet, commande de Radio France

#### Nara
C'est en 1999, au cours d'une résidence de plusieurs mois à la Villa Kujoyama à Kyôto que le compositeur entreprend la composition de NARA – Une fresque électroacoustique inspirée du rituel Shuni-e, ou Omizutori du Temple Todai-ji de Nara. Cette vaste fresque en six parties, ou veilles, déploie sur une durée d'une heure et quarante cinq minutes des matériaux issus de phonographies réalisées au Japon à Nara, Kyôto, Tôkyo, Koyasan, Nagoya au cours de cette résidence, ainsi qu'au cours de deux autres séjours au Japon en 1999 et 2000.
Achevée au studio éOle en 2001, cette œuvre a fait l'objet d'une commande de l'État, et d'une commande de l'INA-GRM pour la cinquième partie. La première audition a eu lieu le 1er décembre 2001 à Grenoble dans le cadre du Festival 38e Rugissants. Cette œuvre a donné lieu à deux éditions discographiques successives chez L'empreinte digitale puis éOle Records.

#### VOI(yages)X
Le cycle VOI(yages)X est consacré à la voix chantée et à l'exploration d'autres langues, proches ou lointaines. Il comprend à ce jour deux œuvres :
- Ça va commencer ça commence (2004), pour mezzo-soprano et saxophone soprano sur un texte bilingue japonais/français issu du recueil  À partir du sable de Mikirô Sasaki, pour le saxophoniste Claude Delangle et la mezzo-soprano Marie Kobayashi, commande Henri Selmer Paris
- Lo Libre dels Rituals / Le Livre des Rituels (2007), pour mezzo-soprano, flûtes, trio à cordes et électronique 4 pistes (sons fixés) sur un livret d'Alem Surre-Garcia (écrit à partir de textes en occitan, français, arabe et espagnol d'Alem Surre-Garcia, Joë Bousquet, Jaufre Rudel, Ibn Zaidun et Federico Garcia Lorca, commande du Cirm (CNCM Nice) avec le soutien de l'État et du Festival Déodat de Séverac[23]

#### Endless Eleven
En 2010 et 2011, Bertand Dubedout, répondant à une suggestion du percussionniste Jean Geoffroy et à une commande du Grame (CNCM Lyon), réunit Christophe Bergon (metteur en scène et scénographe), Christophe Lebreton (développeur informatique), et Frédéric Fachena (metteur en scène) pour la réalisation d'un spectacle multimédia : Endless Eleven — Action musicale, scénique et vidéographique pour un percussionniste et un environnement électronique interactif.
Onze séquences musicales intégrant la vidéo, le texte, le jeu scénique, l'électronique, l'interaction en temps réel et la lumière se succèdent pour créer un portrait imaginaire et très improbable d'Emmanuel Kant, à mesure que se déploie une enquête autour du chiffre onze.
L’œuvre est créée à Lyon en mars 2012, lors de la biennale Musiques en scènes.
Plusieurs œuvres issues de ce spectacle sont publiées indépendamment :
- Solfège, pour 4 octobans (Boo-Bams) et électronique 4 pistes (sons fixés)
- Gefühl, pour tambour sur cadre et électronique 4 pistes (sons fixés)
- Criticisme, pour deux gongs ascendants et tam-tam médium et électronique 4 pistes (sons fixés)
- Der blague Reiter, pour tambourin et électronique 4 pistes (sons fixés)
- Onze/Eleven, pour deux mokushos ou polyblocks, dédicacée à la percussionniste japonaise Asami Kaminaka
- Yes we Kant, pour marimba et voix (du ou de la percussionniste)
- Koltrane, pour marimba et vidéo

#### Cycle indien
Les années 2009 à 2013 voient naître trois œuvres d'un cycle inspiré par l'Inde et l'hindouisme, consécutif à un séjour du compositeur à Bénarès et au Rajasthan (Jaisalmer et Jaipur) en 2008.
- Vrishti (2009), pour piano, commande d'Ars Mobilis pour un récital de Finghin Collins au festival Solistes aux Serres d'Auteuil
- Svapna (2009), pour saxophone alto et marimba, commande du duo Pulsation (Radek Knop et Philippe Spiesser)
- Les Cheveux de Shiva (2013), pour flûte, saxophone, piano, percussion et électronique 4 pistes (sons fixés), commande de l'État pour l'ensemble Proxima Centauri

#### Zazpiak
À partir de 2012, Bertrand Dubedout met en chantier le cycle Zazpiak (sept en basque), fondé sur les typologies de jeu de la tradition immémoriale de Txalaparta au Pays basque.
- Zazpiak B (2012), pour marimba, commande du chœur Britten (Nicole Corti) pour Jean Geoffroy
- Zazpiak Z (2014), pour flûte, clarinette, violon, violoncelle et piano, commande d'éOle et de l'Ensemble Court-Circuit
- Zazpiak A (2015), œuvre acousmatique, commande de l'État et de l'INA-GRM

## Discographie
- Aux lampions, musique acousmatique - CD Metamkine « Cinéma pour l’oreille » MKCD 012.
- Entre les braises rouges, flûte, alto et harpe, Ensemble Pythagore – CD « Feu dévorant  » – L’empreinte digitale ED 13019 (Avec œuvres de S. Bortoli, B. Giner, Ph. Leroux).
- Fractions du silence - Premier Livre, quatuor de saxophones - Les Nombres, sept instruments, Ensemble Pythagore - CD « 70  » – L’empreinte digitale ED 13070 (Avec œuvres de P. Gaigne).
- Fractions du silence - Deuxième Livre, flûte en sol, hautbois et violoncelle, Ensemble Pythagore – CD « Répertoires polychromes 2  » – MFA / Radio-France MFA 216030 (Avec œuvres de D. Cohen, M. Pascal, G. Kurtag, D. Levaillant, K. Saariaho).
- Fractions du silence - Cinquième Livre, flûte et piano, Annie Ploquin et François-Michel Rignol – CD “L’Air du large”  MOTUS 9803-09-M04C11 (Avec œuvres de D. Dufour, B. Giner, Ph. Leroux, D. Tosi)
- Fractions du silence - Sixième Livre, un percussionniste, Jean Geoffroy – CD « Monodrame » – Skarbo DSK 1063 (Avec œuvres de JL. Campana, B. Giner, Ph. Hurel, Y. Taïra, I. Urrutia)
- Ça va commencer ça commence, mezzo soprano et saxophone soprano, Marie Kobayashi, Claude Delangle (et Jean Geoffroy) CD « Japanese Love Songs » – BIS CD 1630 (Avec œuvres de M. Natsuda, T. Hosokawa, A. Ifukube, F. Tanada, R. Noda, I. Nodaira, H. Larbi, S. Tôson)
- Fractions du silence - Troisième livre, violon, clarinette, saxophone ténor, piano - Fractions du silence – Quatrième Livre, musique acousmatique - CD « Fractions du silence » – éOle Records éOr 003
- Endless Eleven, une action musicale, scénique et vidéographie pour un percussionniste et un environnement électronique interactif - DVD de promotion disponible auprès d'éOle
- Nara, une fresque électroacoustique inspirée du rituel bouddhiste Shuni-e ou Omizutori du temple Tôdai-ji de Nara (Japon) - Double CD « Nara » – éOle Records éOr_008
- Zazpiak B, marimba solo  - Zazpiak Z, flûte, clarinette, violon, violoncelle, piano - CD « De Front » – éOle Records éOr 011. Avec aussi : Philippe Hurel : Cantus – Pierre Jodlowski : De Front.